# Worth It (Fifth Harmony)
Worth It è un singolo del gruppo musicale statunitense Fifth Harmony, pubblicato il 2 marzo 2015 come terzo estratto dal primo album in studio Reflection.

## Descrizione
Il brano è stato scritto da Priscilla Renea, Ori Kaplan, Mikkel S. Eriksen, Tor Erik Hermansen, e prodotto da questi ultimi due, in arte i Stargate. Il brano è scaturito dagli autori per essere assegnato al rapper statunitense Kid Ink, che ha poi deciso di parteciparvi, ma gli autori lo hanno rivisitato nei testi e nella melodia per renderlo compatibile in una prospettiva più femminile.
Il brano è destinato a un uomo al quale nel ritornello le Fifth Harmony proclamano "dammelo, me lo sono meritato", applicando una connotazione erotica. Il brano è destinato a mostrare le donne nei panni degli uomini, per mostrare alla società che anche le donne possono fare ciò che fanno gli uomini avendo una propria indipendenza. Possono fare o dire cose a sfondo erotico senza essere criticate e chiamate in modi inappropriati, in quanto per gli uomini non accade.
Diversi critici musicali hanno notato nel brano una forte ispirazione al brano del 2013 Talk Dirty di Jason Derulo.

## Video musicale
Il 28 marzo 2015 il video musicale è stato presentato in occasione dei Kids' Choice Awards e poi successivamente reso disponibile lo stesso giorno. Diretto da Cameron Duddy, il video ha per protagoniste i membri del gruppo, isolate in differenti reparti dello stesso ufficio, che a turno rivendicano la loro autonomia contro gli uomini in divisa che popolano la sede del loro posto di lavoro. Inoltre si presentano l'una a fianco all'altra che si stagliano trionfanti contro uno schermo luminoso del mercato azionario dove scorrono frasi come "Women in power", "Feminism is sexy" e "Glass ceiling" e la più nota, in forma di tweet postata dal gruppo, che riporta "Women are capable of doing the same things as well, or better, than man" ("Donne al potere", "Il femminismo è sexy", "Soffitto di vetro" - ovvero "infrangere l'altra altitudine imposta dagli uomini" e "Le donne sono capaci di fare bene le stesse cose degli uomini, o meglio di loro").

## Tracce
Testi e musiche di Priscilla Renea, Mikkel S. Eriksen, Tor Erik Hermansen e Ori Kaplan.
Download digitale
1. Worth It (feat. Kid Ink) – 3:44

Download digitale
1. Worth It (Dame esta noche) (feat. Kid Ink) – 3:43

Download digitale
1. Worth It – 3:05

CD (Stati Uniti)
1. Worth It (Main) (feat. Fetty Wap) – 3:43
2. Worth It (No Rap - Super Clean Version) – 3:05
3. Worth It (Instrumental) – 3:43

## Formazione
Musicisti
- Fifth Harmony – voci
- Ori Kaplan – sassofono
- Mikkel S. Eriksen – strumentazione
- Tor Erik Hermansen – strumentazione

Produzione
- Stargate – produzione
- Ori Kaplan – co-produzione
- Mikkel S. Eriksen – registrazione
- Miles Walker – registrazione
- Mike Anderson – registrazione
- Jaycen Joshua – missaggio
- Ryan Kaul – assistenza al missaggio
- Maddox Chhim – assistenza al missaggio

## Classifiche

### Classifiche settimanali
| Classifica (2015-25) | Posizione massima |
| -------------------- | ----------------- |
| Australia            | 9                 |
| Austria              | 23                |
| Belgio (Fiandre)     | 14                |
| Belgio (Vallonia)    | 18                |
| Canada               | 12                |
| Francia              | 15                |
| Germania             | 16                |
| Irlanda              | 23                |
| Italia               | 32                |
| Libano               | 1                 |
| Lussemburgo          | 9                 |
| Messico              | 11                |
| Moldavia             | 40                |
| Nuova Zelanda        | 31                |
| Paesi Bassi          | 25                |
| Portogallo           | 57                |
| Regno Unito          | 3                 |
| Repubblica Ceca      | 6                 |
| Romania              | 82                |
| Russia               | 8                 |
| Slovacchia           | 11                |
| Spagna               | 62                |
| Stati Uniti          | 12                |
| Svezia               | 63                |
| Svizzera             | 21                |
| Ucraina              | 37                |
| Ungheria             | 12                |

### Classifiche di fine anno
| Classifica (2015) | Posizione |
| ----------------- | --------- |
| Australia         | 62        |
| Belgio (Fiandre)  | 55        |
| Canada            | 32        |
| Francia           | 70        |
| Germania          | 49        |
| Italia            | 72        |
| Regno Unito       | 99        |
| Russia            | 55        |
| Stati Uniti       | 23        |
| Svizzera          | 66        |
| Ucraina           | 150       |
| Ungheria          | 28        |